# Nejc Omladič
Nejc Omladič, slovenski nogometaš, * 7. maj 1984, Celje.
Omladič je profesionalni nogometaš, ki igra na položaju vezista. Od leta 2018 je član avstrijskega kluba Fehring. Pred tem je igral za slovenske klube Era Šmartno, Muro, Muro 05 in Rudar Velenje ter avstrijske Hartberg, Bad Gleichenberg in Fürstenfeld. Skupno je v prvi slovenski ligi odigral 60 tekem in dosegel en gol. Bil je tudi član slovenske reprezentance do 20 in 21 let.
Tudi njegov mlajši brat Nik je nogometaš.